# Лесли Хауард
Лесли Хауард (енгл. Leslie Howard) је био енглески глумац, рођен 3. априла 1893. године у Форест Хилу (Енглеска), а преминуо 1. јуна 1943. у Бискајском заливу. Хауард је настрадао у авиону Даглас DC-3, са којим се враћао из Лисабона за Енглеску. Његов авион је оборен негде изнад Бискајског залива од стране немачког Јункерса. Поред Хауарда настрадало је још 16 људи, 12 путника и 4 члана посаде.

## Филмографија
| Улоге Лесли Хауард |                      |               |               |          |
| Година             | Српски назив         | Изворни назив | Улога         | Напомена |
| 1933.              | Баркли сквер         |               | Питер Стендиш |          |
| 1934.              | Људски окови         |               | Филип Кери    |          |
| 1936.              | Окамењена шума       |               | Алан          |          |
| 1939.              | Прохујало са вихором |               | Ешли Вилкс    |          |